# Srbija i Crna Gora na Olimpijskim igrama
SRJ/SCG nastupala je tri puta na ljetnim OI i tri puta na ZOI. Od OI 2008. samostalno nastupaju Srbija i Crna Gora.

## Nastupi SRJ/SCG

### Ljetne OI
| Godina        | Športovi | Natjecatelji | Medalje | Medalje | Medalje | Medalje |
| ------------- | -------- | ------------ | ------- | ------- | ------- | ------- |
| Godina        | Športovi | Natjecatelji | Zlato   | Srebro  | Bronca  | Ukupno  |
| Atlanta 1996. | 13       | 68           | 1       | 1       | 2       | 4       |
| Sydney 2000.  | 14       | 109          | 1       | 1       | 1       | 3       |
| Atena 2004.   | 14       | 87           | 0       | 2       | 0       | 2       |
| Ukupno        | Ukupno   | Ukupno       | 2       | 4       | 3       | 9       |

### ZOI
| Godina               | Športovi | Natjecatelji | Medalje | Medalje | Medalje | Medalje |
| -------------------- | -------- | ------------ | ------- | ------- | ------- | ------- |
| Godina               | Športovi | Natjecatelji | Zlato   | Srebro  | Bronca  | Ukupno  |
| Nagano 1998.         | 1        | 2            | 0       | 0       | 0       | 0       |
| Salt Lake City 2002. | 2        | 6            | 0       | 0       | 0       | 0       |
| Torino 2006.         | 4        | 7            | 0       | 0       | 0       | 0       |
| Ukupno               | Ukupno   | Ukupno       | 0       | 0       | 0       | 0       |